# Epeolus anticus
Epeolus anticus là một loài Hymenoptera trong họ Apidae. Loài này được Walker mô tả khoa học năm 1871.